# Нант (футбольний клуб)
Футбольний клуб «Нант» (фр. Football Club de Nantes) — професіональний французький футбольний клуб з міста Нант, який виступає у Лізі 1. Заснований у 1943 році. Кольори жовто-зелені.

## Історія
«Нант» було утворено навесні 1943 року, коли президент нантського клубу «Меллін» Марсель Солен ініціював об'єднання футбольних команд міста в один конкурентоспроможний колектив. За два роки «зелено-жовті» отримали професійний статус. У 1963 році «Нант» пробився до вищої ліги Франції, і з тих пір не покидав її протягом 44 сезонів — аж до 2007 року, коли команда вилетіла в Лігу 2. Але в 2014 році клубу вдалося повернутись до еліти.

## Основний склад
| №  | Поз. | Нац.       | Гравець                                 |
| -- | ---- | ---------- | --------------------------------------- |
| 1  | ВР   | Франція    | Альбан Ляфон                            |
| 3  | ЗХ   | Франція    | Ніколя Козза (в оренді з «Вольфсбурга») |
| 4  | ЗХ   | Франція    | Ніколя Паллуа                           |
| 5  | ПЗ   | Іспанія    | Педро Чирівелья                         |
| 6  | ПЗ   | Бразилія   | Дуглас Аугусто                          |
| 8  | ПЗ   | Франція    | Жоан Лепенан (в оренді з «Ліона»)       |
| 10 | НП   | Зімбабве   | Тіно Кадевере                           |
| 11 | ЗХ   | Гваделупа  | Маркус Коко                             |
| 13 | ПЗ   | Франція    | Франсіс Коклен                          |
| 16 | ВР   | Португалія | Антоні Лопіш                            |
| 17 | НП   | ДР Конго   | Мешак Елія (в оренді з «Янг Бойза»)     |
| 21 | ЗХ   | Камерун    | Жан-Шарль Кастеллетто                   |

| №  | Поз. | Нац.    | Гравець                                     |
| -- | ---- | ------- | ------------------------------------------- |
| 22 | ПЗ   | Уельс   | Сорба Томас (в оренді з «Гаддерсфілд Таун») |
| 24 | ЗХ   | Гвінея  | Саїду Сов (в оренді з «Страсбура»)          |
| 25 | ПЗ   | Франція | Флоран Молле                                |
| 27 | НП   | Нігерія | Мойзес Сімон                                |
| 28 | ЗХ   | Франція | Фабьєн Сентонз                              |
| 30 | ВР   | Швеція  | Патрік Карлгрен                             |
| 31 | НП   | Єгипет  | Мостафа Мохамед                             |
| 39 | НП   | Франція | Маттіс Аблін                                |
| 44 | ЗХ   | Франція | Натан Зезе                                  |
| 50 | ВР   | Франція | Уго Барбе                                   |
| 98 | ЗХ   | Франція | Келвін Аду                                  |

## Досягнення
Чемпіонат Франції:
- Чемпіон (8): 1965, 1966, 1973, 1977, 1980, 1983, 1995, 2001
- Віце-чемпіон (7): 1967, 1974, 1978, 1979, 1981, 1985, 1986
- 3 місце (2): 1971, 1997

Кубок Франції:
- Володар (4): 1979, 1999, 2000, 2022
- Фіналіст (6): 1966, 1970, 1973, 1983, 1993, 2023

Кубок Ліги:
- Володар (1): 1965
- Фіналіст (1): 2004

Суперкубок Франції:
- Володар (3): 1965, 1999, 2001
- Фіналіст (5): 1966, 1973, 1995, 2000, 2022

Ліга європейських чемпіонів:
- Півфіналіст (1): 1996 (програв «Ювентусу»)

Кубок володарів Кубків:
- Півфіналіст (1): 1980 (програв «Валенсії»)

Кубок УЄФА:
- Чвертьфіналіст (2): 1985/1986 (програв «Інтернаціонале»), 1994/1995 (програв «Баєру»)

## Стадіон

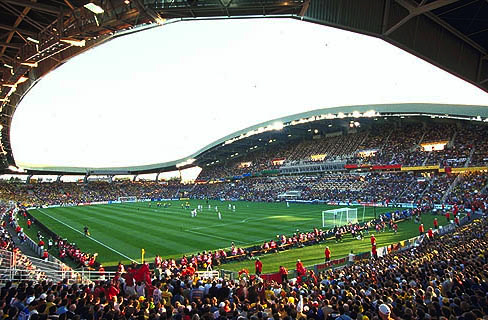
Стадіон «Божуар — Луї Фонтено»

Зараз «Нант» проводить домашні матчі на стадіоні «Божуар — Луї Фонтено», який часто називають просто «Божуар». Його збудували в 1984 році. У матчі відкриття 8 травня 1984 року «Нант» зустрівся в товариському матчі зі збірною Румунії. Спочатку місткість стадіону становила 52923 місця. До Кубку світу 1998 року стадіон реконструювали і тепер він може вмістити 38285 глядачів.

## Відомі футболісти
- Жан-Мішель Феррі (1985—1998) 288 матчів (21 гол)
- Клод Макелеле (1992—1997) 188 (9)
- Дідьє Дешам (1985—1989) 111 (4)
- Жеремі Тулалан (2001—2006) 94 (1)
- Фаб'єн Бартез (2007) 14 (-23)
- Іван Класнич (2008—2010) 33 (10)
- Крістіан Вільгельмссон (2006—2008) 13 (0)